# Gildo Siorpaes
Gildo Siorpaes (n. 12 ianuarie 1938, Cortina d'Ampezzo, Veneto, Italia) este un schior alpin ce a reprezentat Italia, medaliat olimpic. A participat la o ediție a Jocurilor Olimpice (1964) în care a câștigat o medalie de bronz.

## Participări
Lista de mai jos prezintă principalele competiții la care a participat Gildo Siorpaes de-a lungul carierei.
- bobsleigh at the 1964 Winter Olympics – four-man[*]